# 반다해

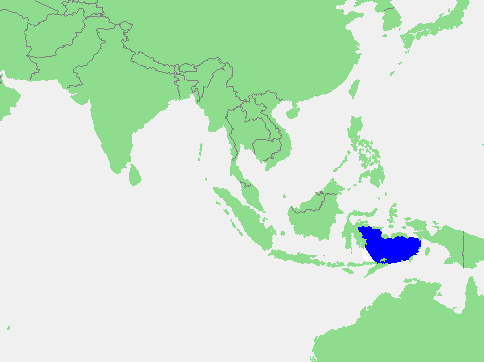
반다 해의 위치

반다해(영어: Banda Sea, 인도네시아어: Laut Banda)는 인도네시아 동부의 술라웨시섬, 티모르섬, 스람섬과 뉴기니섬에 둘러싸인 바다이다. 수심이 깊어 해역 동부에서는 7,000m를 넘는 곳이 있다.